# Jesogammarus (Jesogammarus) hokurikuensis
Jesogammarus (Jesogammarus) hokurikuensis is een vlokreeftensoort uit de familie van de Anisogammaridae. De wetenschappelijke naam van de soort is voor het eerst geldig gepubliceerd in 1985 door Morino.